# Sousberg

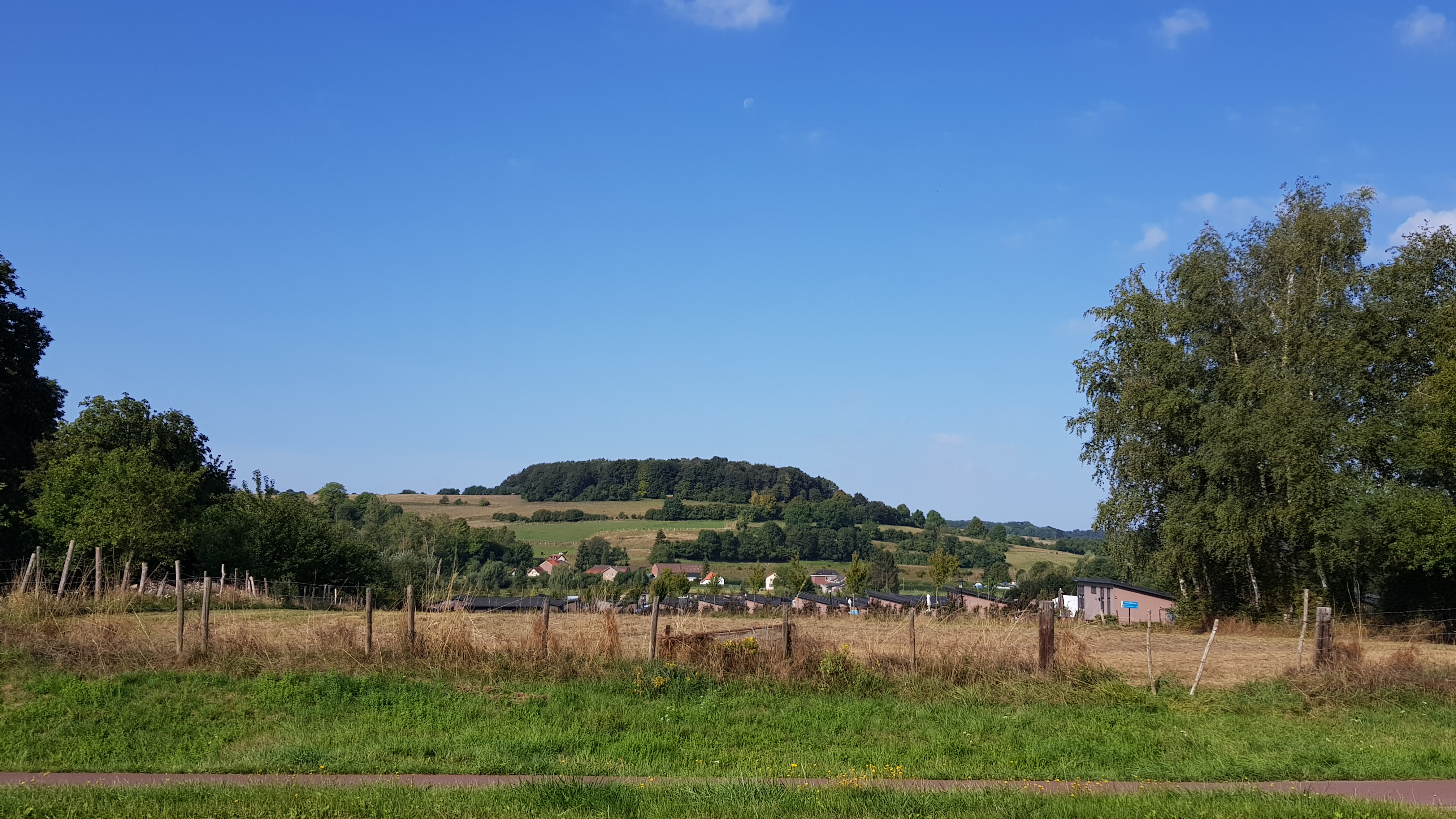
de Sousberg gezien vanuit het oosten

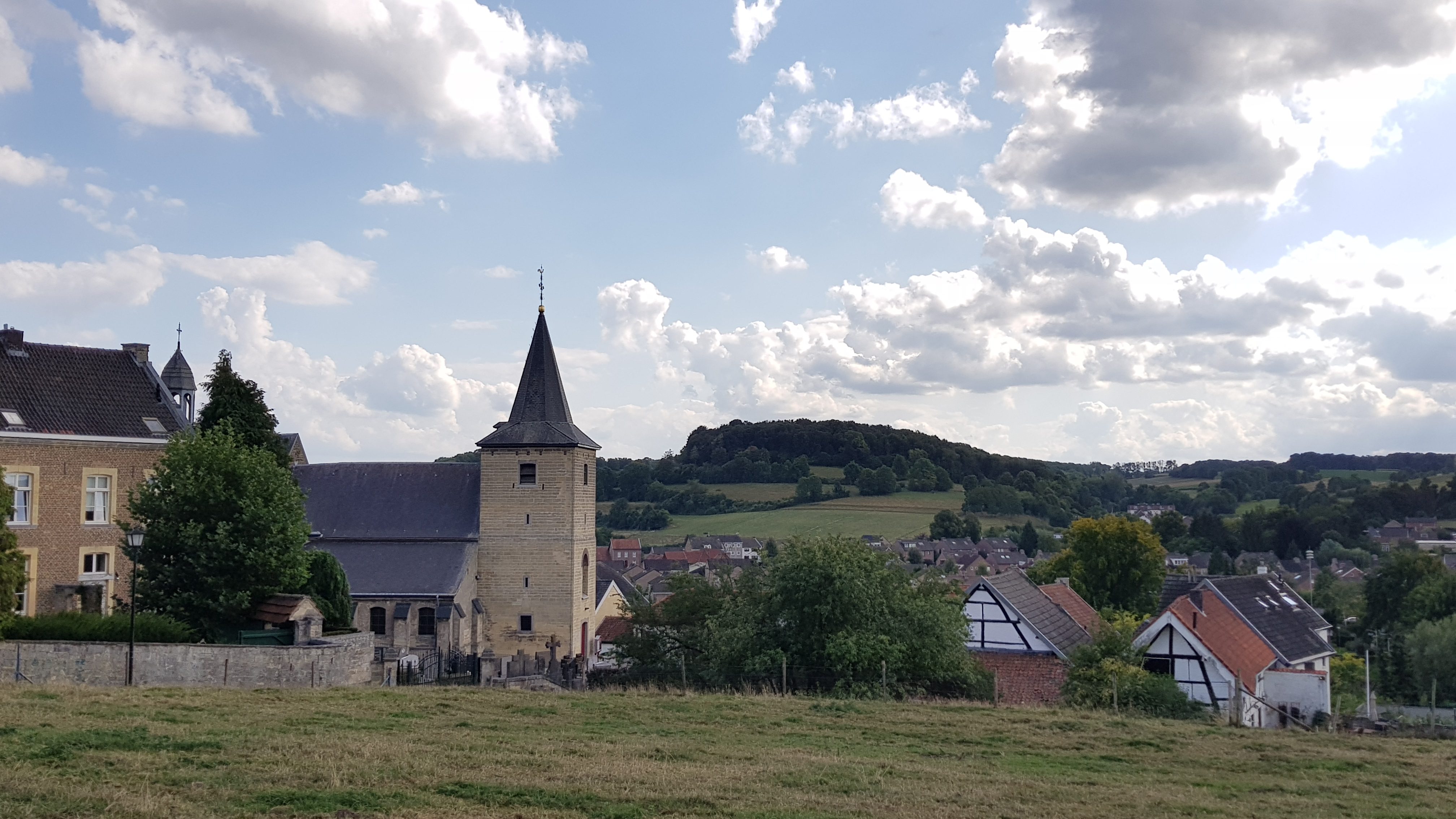
de Sousberg gezien vanuit het noorden

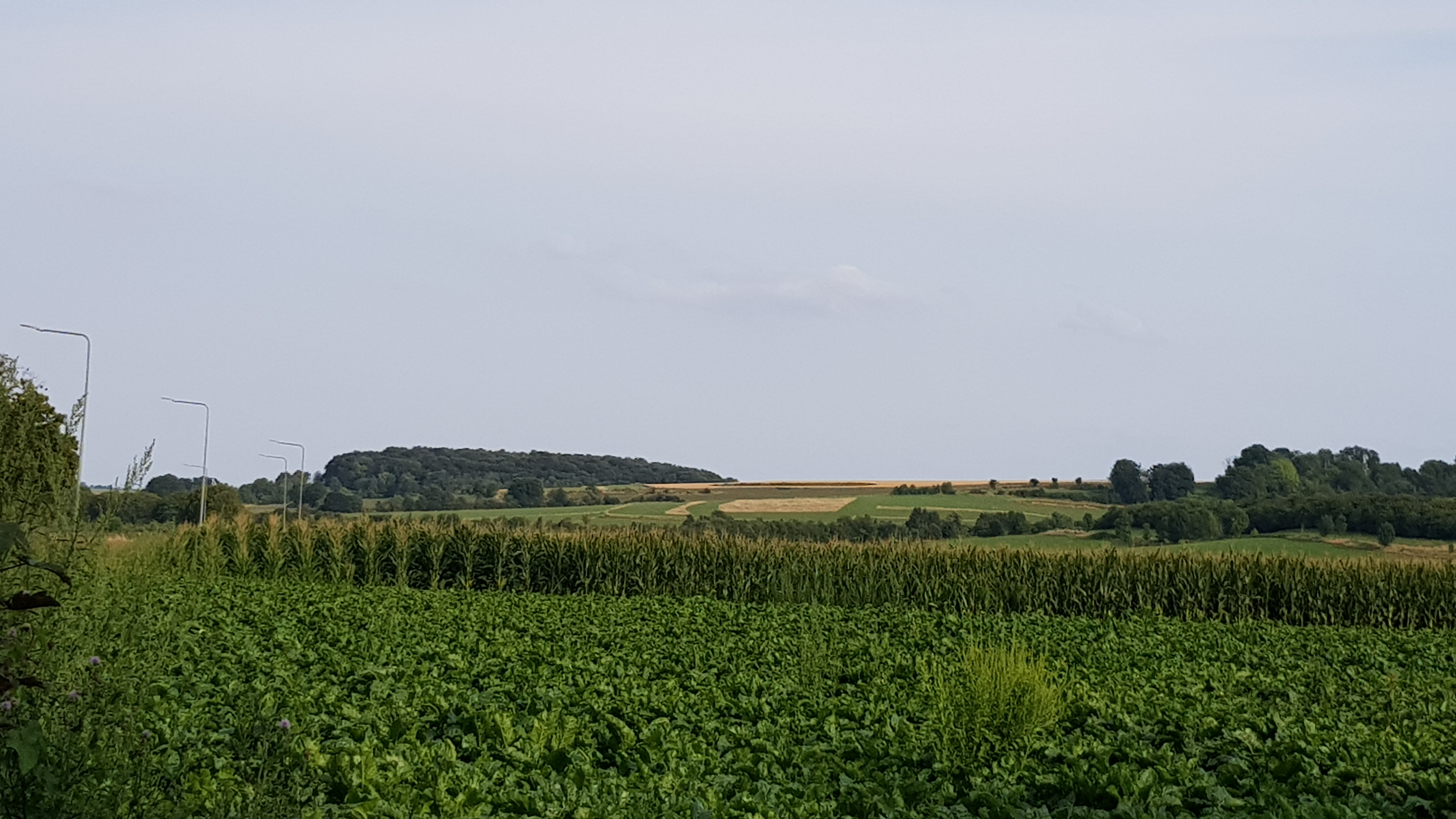
de Sousberg gezien vanuit het noordwesten

De Sousberg is een heuvel in Nederlands Zuid-Limburgse gemeente Valkenburg aan de Geul. Ze ligt ten zuiden van Strucht en Schin op Geul, ten zuidwesten van Schoonbron en Engwegen, ten noordwesten van de Keutenberg en op ongeveer 1,5 kilometer ten noorden van Berghof. Ten westen ligt het droogdal de Kleingracht met daarachter het droogdal Gerendal. Ten zuidoosten van de Sousberg ligt de Engwegengrub die de heuvel scheidt van de Keutenberg.
De heuvel is een uitloper van het plateau van Margraten dat verder richting het zuiden gelegen is. De top van de Sousberg is bebost. De Geul komt uit het zuidzuidwesten en maakt met het Geuldal een knik om de Sousberg heen richting het westnoordwesten. Hetzelfde geldt voor de N595 die door het Geuldal voert.